# Oranjerode schorszwam
De oranjerode schorszwam (Peniophora incarnata) is een schimmel in de familie Peniophoraceae. Hij leeft saprofiet op dood hout. Het is een korstachtige soort die op het oppervlak van de schors groeit. De soort groeit op allerlei soorten hout. Hij onderscheidt zich van andere houtzwammen doordat hij ook op droog hout kan groeien.

## Kenmerken
Hij bestaat uit een dunne steriele hyfenlaag waarop het hymenium wordt aangelegd, dat de basidia bevat die de sporen vormen. Hij is niet eetbaar. De langwerpige tot smalle ellipsvormige, gladde en inamyloïde sporen hebben de afmeting 7,5–10 µm × 3,5–5 µm. De basidiosporen zijn cilindervormig.

## Verspreiding

Verspreidingsgebied

De oranjerode schorszwam komt voor in Europa, Noord-Amerika, Australië en enkele landen in Noordwest-Afrika. In Nederland komt de soort zeer algemeen voor (meestal op elzenhout). 